# 토머스 마이클 홀트
토마스 마이클 홀트(Thomas Michael Holt, 1831년 7월 15일 ~ 1896년 4월 11일)는 미국의 정치인이며, 제47대 노스캐롤라이나주 주지사를 역임했다.

## 학력
- 노스캐롤라이나 대학교 채플힐

## 경력
- 앨러맨스 카운티 지역 치안 판사
- 1872 ~ 1876 앨러맨스 카운티 위원
- 1876 제83대 미국 노스캐롤라이나 제24구 상원의원
- 1883 ~ 1887 제86·87·88대 미국 노스캐롤라이나 하원의원
- 1885 ~ 1887 미국 노스캐롤라이나 하원의장
- 1889.01 ~ 1891.04 제6대 노스캐롤라이나 부지사
- 1891.04 ~ 1893.01 제47대 노스캐롤라이나 주지사

## 역대 선거 결과
| 선거명      | 직책명                           | 대수 | 정당   | 득표율 | 득표수    | 결과 | 당락                       |
| ----------- | -------------------------------- | ---- | ------ | ------ | --------- | ---- | -------------------------- |
| 1876년 선거 | 상원의원 (노스캐롤라이나 제24부) | 83대 | 민주당 | 0%     | 표        | 1위  | 노스캐롤라이나 주의원 당선 |
| 1882년 선거 | 하원의원 (노스캐롤라이나 선거구) | 86대 | 민주당 | 0%     | 표        | 1위  | 노스캐롤라이나 주의원 당선 |
| 1884년 선거 | 하원의원 (노스캐롤라이나 선거구) | 87대 | 민주당 | 0%     | 표        | 1위  | 노스캐롤라이나 주의원 당선 |
| 1886년 선거 | 하원의원 (노스캐롤라이나 선거구) | 88대 | 민주당 | 0%     | 표        | 1위  | 노스캐롤라이나 주의원 당선 |
| 1888년 선거 | 노스캐롤라이나 부지사            | 6대  | 민주당 | 52.13% | 148,025표 | 1위  | 노스캐롤라이나 부지사 당선 |